# Vasili Eroshenko
| Vasily Eroshenko | Vasily Eroshenko                                                                               |
| ---------------- | ---------------------------------------------------------------------------------------------- |
|                  |                                                                                                |
| Nacimiento       | 12 de enero de 1890 Obukhovka, Stari Oskol, Gobernación de Kursk, Imperio Ruso                 |
| Muerte           | 23 de diciembre de 1952 (62 años) Obukhovka, Stari Oskol, Óblast de Kursk, RSFS de Rusia, URSS |

Vasili Yakovlevich Eroshenko (En ruso: Василий Яковлевич Ерошенко, en ucraniano: Василь Якович Єрошенко) (12 de enero de 1890 – 23 de diciembre de 1952) fue un escritor, traductor, esperantista, lingüista, viajero, poeta y profesor ciego. Escribió en esperanto y japonés.

## Primeros años de vida
A la edad de cuatro años, contrajo sarampión y quedó ciego como consecuencia.

## Carrera
Entre 1907 y 1914 trabajó como violinista en la orquesta de Moscú para ciegos . En esa época estudió esperanto y también inglés. Viajó a Gran Bretaña en 1912 y estudió en una escuela para ciegos. Allí conoció al anarquista Piotr Kropotkin, quien probablemente influyese en sus opiniones anarquistas. Posteriormente regresó a Moscú a través de París y reanudó su trabajo en la orquesta. Allí comenzó a estudiar japonés.
En abril de 1914, Eroshenko partió hacia Japón, inspirado por su contacto con esperantistas japoneses. Estudió masaje en un centro escolar para ciegos en Tokio. Allí promovió el esperanto entre los estudiantes ciegos. Además allí se publicaron sus primeras novelas en japonés. Después de dos años fue a Siam y trató de fundar una escuela para ciegos. Sin embargo, no tuvo éxito, puesto que estaba endeudado con burócratas. Fue a Birmania, en Moulmein, y fundó una escuela para ciegos. En noviembre de 1917, al enterarse de la Revolución rusa, viajó a la India con la intención de regresar a Rusia desde allí. Fue arrestado en Calcuta, acusado de ser un bolchevique ruso. En 1918 regresó a Birmania y continuó su trabajo en Moulmein.
Aún con la esperanza de regresar a Rusia, volvió a la India. Las autoridades británicas le prohibieron salir de su país y lo pusieron bajo arresto domiciliario en Calcuta. Escapó al arresto y fue a Bombay, pero fue capturado y enviado de vuelta a Calcuta. Tras ser arrestado nuevamente, fue embarcado en un barco de guerra para ser deportado a Japón. Escapó del barco en Shanghái y desde allí consiguió entrar a Rusia.
Durante el verano de 1919, regresó a Japón a través de Shanghái. Con un buen dominio del japonés, Eroshenko escribió múltiples cuentos infantiles en ese idioma y se hizo famoso entre la comunidad literaria japonesa. En mayo de 1921, debido a su participación activa en las protestas socialistas y a su participación en la segunda convención del Partido Socialista Japonés, Eroshenko fue golpeado por la policía y arrestado. Un mes después fue deportado y se dirigió a Vladivostok, Unión Soviética.
Desde 1921 hasta 1923 Eroshenko vivió en Harbin, China, durante aproximadamente tres meses, y después residió en Pekín, China, donde enseñó esperanto. De octubre de 1921 a febrero de 1922 trabajó en el Instituto de Idiomas de Shanghái. Estuvo en contacto con el escritor chino Lu Xun, quien tradujo una obra de teatro y una colección de cuentos de hadas de Eroshenko al chino. Eroshenko aparece en el cuento de Lu 'La comedia de los patos'. Dio conferencias en una universidad y en una escuela de formación de profesoras para mujeres en Pekín sobre literatura rusa y otros temas.
En 1922 participó en el 15º Congreso de Esperanto en Helsinki, Finlandia.
En 1923 Eroshenko abandonó China y se mudó a en Europa.
En 1924 participó en el 16º Congreso de Esperanto en París y en el Congreso de Esperantistas Ciegos en Viena.
Entre 1924 y 1927 trabajó como traductor en la Universidad Comunista de los Trabajadores del Este. Tradujo obras de Marx, Engels y Lenin al japonés. Entre 1929 y 1930 viajó a Chukotka y fundó un colegio para niños ciegos. Debido al bajo número de inscritos esta iniciativa no tuvo éxito.
De 1930 a 1932 trabajó en una escuela para fabricantes de pinceles ciegos en Nizhni Novgorod como profesor de matemáticas, braille e idioma rusa. Un año después, regresa a Moscú para trabajar como corrector de texto en una imprenta.
En 1935 fundó la primera escuela para niños ciegos en Kushka, Turkmenistán, donde permaneció hasta 1945. Entre 1946 y 1948 trabajó como profesor de inglés en una escuela para niños ciegos en Moscú. Entre 1949 y 1951 vivió y trabajó en una escuela nocturna para ciegos en Tashkent. En 1952 regresó a Obukhivka, su ciudad natal, y trabajó en su último libro. Murió el 23 de diciembre y fue enterrado en un cementerio rural.